# Dercsényi Balázs
Dercsényi Balázs (Budapest, 1940. szeptember 4. – Budapest, 2003. szeptember 10.) magyar művészettörténész, művészeti író, a hazai műemlékvédelem kiemelkedő alakja, Dercsényi Dezső művészettörténész (1910–1987) fia. Öccse Dercsényi Pál építész.

## Pályája
Dercsényi Balázs a budapesti Vörösmarty Gimnáziumban érettségizett 1958-ban. Felsőfokú tanulmányait az ELTE Bölcsészettudományi Karán végezte, ahol 1963-ban művészettörténész és történelemtanári diplomát szerzett. Szakdolgozatát Árkay Aladárról írta. 1957-től kapcsolatban állt az újonnan megalakult Országos Műemléki Felügyelőséggel (OMF), amelynek Tudományos Osztályára 1963-ban hivatalosan is felvételt nyert. Ezzel indult szakmai karrierje. Eleinte épület- és falkutatóként dolgozott, majd 1973-tól műemléki területi felügyelő lett (Veszprém, Baranya és Vas megye tartozott a hatáskörébe). Közben fáradhatatlanul szervezte a műemlékvédelmi szaksajtót, részt vett nagyszabású műemléki kiállítások rendezésében, szakbizottsági munkákban, és néhány évig a kulturális ágazati igazgatásban is tevékenykedett. 1982-ben az OMF-től megválva az Építésügyi és Városfejlesztési Minisztérium (ÉVM) Műemléki Osztályán folytatta munkáját, majd 1990–92 között a Környezetvédelmi Minisztériumban, ahová az ÉVM-től annak megszűnése után a műemléki ügyek átkerültek. 1992 tavaszától ismét az OMF-ben dolgozik, az újonnan alakult Nemzetközi és Társadalmi Kapcsolatok Főosztályának helyettes vezetőjeként, majd – az OMF további átszervezései során – főosztályvezetőként és igazgatóként. Utolsó éveiben a Kulturális Örökségvédelmi Hivatal (KÖH) Társadalmi Kapcsolatok Igazgatóságának helyettes vezetője volt. 
Dercsényi Balázst súlyos betegség után, 63 éves korában érte a halál. 2003. szeptember 29-én vettek tőle végső búcsút a zugligeti Szent Család-plébániatemplomban. A szakma, a kollégák és a barátok nevében Éri István történész, régész-muzeológus búcsúztatta.

## Munkássága
Dercsényi Balázs sokrétű munkájából és teljes szakmai rálátásából adódóan az elsők között ismerte fel, hogy épített örökségünk megóvása akkor lehet sikeres, ha széles körű társadalmi támogatásra talál. Ennek érdekében a hetvenes évek elejétől egyre inkább népszerűsítő könyvek, füzetek, cikkek, filmek készítésébe és szerkesztésébe vetette alkotó erejét, olyannyira, hogy idővel a műemléki ismeretterjesztés szinte „egyszemélyes intézményévé” vált. A Tájak Korok Múzeumok Kiskönyvtára műemléki témájú füzeteinek szerkesztésében a kezdetektől részt vett, úgy is, mint egyes füzetek szerzője vagy társszerzője (Pécs: Székesegyház; Sárvár: Nádasdy-vár; Veszprémi székesegyház; Nagybörzsöny műemlékei, Budapest műemlékei I–II.). Elévülhetetlen érdemeket szerzett a hazai műemlékek filmen és tv-sorozatokban történt népszerűsítésében is. Műemlékes szerkesztőként, szervezőként és szakértőként működött közre számos ilyen témájú filmben, 1975-től már az MTV műhelyeivel és rendezőivel koprodukcióban. Egyik első tv-filmje a nagy visszhangot és országos vitát kiváltó Gazdátlan kastélyok volt, melynek nyomán kastélyhelyreállító programokok indultak. Kisfilmek sokasága készült a közreműködésével, köztük egy érdekes kísérleti film, a Tornaszentandrás – Egy kistemplom megújul (1977), mely a műemlék-helyreállítás teljes folyamatát mutatta be, a kutatástól a tervezésen és restauráláson át a kivitelezésig. Dercsényi Balázs ugyancsak műemlékes szakértőként vállalt szerepet 1979-ben a Másfélmillió lépés Magyarországon, 1986-ban édesapjával együtt az …és még egymillió lépés, 1990-ben pedig a Kerekek és lépések című, mára klasszikussá vált televíziós országjáró sorozatokban. Részt vett Ráday Mihály városvédő tv-sorozatának munkájában, valamint az Unokáink is látni fogják, a Múltunk jövője és a Katolikus templomok Magyarországon c. sorozatok készítésében is. A Duna TV Amiről a kövek mesélnek, Anziksz és Történelmi városok c. szériáinak szintén ő volt a szerkesztője és szakértője.

Dercsényi Balázs a két háború közötti és az 1945 utáni modern építészet értékes alkotásainak megóvását ugyancsak fontosnak tartotta, s az elsők között emelt szót és tett lépéseket annak érdekében, hogy a műemlékvédelem ezekre is kiterjedjen.

## Emlékezete
Halálának 5. évfordulóján, 2008. december 5-én Vácott emléktáblát avattak a Fehér Galamb üzletház melletti falon, ahol Dercsényi Balázs nagyapjának, id. Dercsényi Dezsőnek (1874–1945), az egykori Váci Hírlap nyomdaalapító főszerkesztőjének és kiadójának, alatta pedig édesapjának, dr. Dercsényi Dezsőnek, az Európa-hírű művészettörténésznek, Vác város díszpolgárának már addig is volt emléktáblája. Az avatást a KÖH és a Váci Múzeum Egyesület – amelynek Dercsényi Balázs egykor elnöke is volt – közösen szervezte. A Dercsényi család 1944 végén költözött Vácról Budapestre, miután politikai és egzisztenciális okokból kénytelen volt elhagyni szülővárosát.

## Főbb művei
Számos tudományos igényű, elsősorban a nagyközönségnek szóló kiadványnak volt szerzője ill. társszerzője. A legfontosabbak:
- Tájak Korok Múzeumok Kiskönyvtára füzetei (1979-től)
- Árkay Aladár (Akadémiai, Bp., 1967)
- Barokk palota a Várban (Képzőművészeti Alap Kiadóvállalata, Bp., 1976)
- Pusztuló műemlékeink nyomában (RTV–Minerva, Bp., 1983)
- Budapesti műemlékek (Corvina, Bp., 1991)
- Magyar kastélyok (Officina, Bp., 1991)
- Katolikus templomok Magyarországon (Hegyi és Társa, Bp., 1991)
- Evangélikus templomok Magyarországon (Hegyi és Társa, Bp., 1992)
- Református templomok Magyarországon (Hegyi és Társa, Bp., 1992)
- Bírósági épületek Magyarországon (HG, Bp., 1993)
- Kolostorok. Az európai kolostorépítészet száz remekműve (Dunakönyv, Bp., 1994)
- Zarándokhelyek. Európa száz legszebb búcsújáró helye (Saxum, Bp., 1998)
- Magyar várak (Officina, Bp., 2000)

Rendszeresen publikált a szaksajtóban, ezenkívül ismeretterjesztő cikkek sokaságát írta, többek között a Turista Magazinba.